# Jørn Budolfsen
Jørn Budolfsen (13. juli 1942 i Bjergby ved Hjørring – 4. marts 1987) var en dansk skuespiller. Han var uddannet fra Aalborg Teater og Aarhus Teater og blev senere engageret ved sidstnævnte teater samt bl.a. Svalegangen, Det Danske Teater, Fiolteatret, Det kongelige Teater og Hjørring-revyen. Han havde roller i bl.a. "Boy-Friend" og "Bal i den borgerlige" og han medvirkede i "Jesus Christ Superstar", "Henrik IV" og i operetter. Han har desuden medvirket i spillefilmene Tandlæge på sengekanten (1971), Motorvej på sengekanten (1972), Gangsterens lærling (1976) og Mord i mørket (1986).

## Reference
- Jørn Budolfsen på Internet Movie Database (engelsk)
- Jørn Budolfsen på Filmdatabasen
- Jørn Budolfsen på danskefilm.dk
- Jørn Budolfsen på danskfilmogtv.dk
- Jørn Budolfsen på AllMovie (engelsk)
- Jørn Budolfsen på The Movie Database (engelsk)